# Narte
Die Narte (auch „Narta“) bezeichnet einen einfachen Rentier- oder Hundeschlitten der nordrussischen und sibirischen Völkerschaften. Es handelt sich dabei um einen einfachen (Last-)Schlitten mit zwei Holzkufen, die über ein Holzgestell miteinander verbunden sind. Der Begriff wird auf die Sprache des nordrussischen Komi-Volks zurückgeführt und ist über das Russische auch noch in andere Sprachen gelangt. So bezeichnet das Jiddische den Schlitten als „Narte“ und im Polnischen ist „Narta“ der Ski.